# Vadászat életre-halálra
A Vadászat életre-halálra (alternatív cím: Halálos vadászat, eredeti cím: Death Hunt) 1981-ben bemutatott amerikai akciófilm, melyet Peter R. Hunt rendezett. A főbb szerepekben Charles Bronson, Lee Marvin, Angie Dickinson, Carl Weathers, Maury Chaykin, Ed Lauter és Andrew Stevens látható.
A film egy 1931-es valós történeten alapul, amikor a kanadai rendőrség egy Albert Johnson nevű vadászt üldözött, de számos ponton eltér az eredeti történettől.

## Cselekmény
1931-ben Kanada északnyugati részén egy vadász (Johnson) szervezett kutyaviadalhoz érkezik. Az egyik majdnem kimúlt állatot (egy fehér szőrű német juhászt) megvásárolja a gazdájától, Hazeltől. Hazel később azt állítja, ellopták tőle az állatot és panaszt tesz a helyi „seriff”-nél, Edgar Millen őrmesternél – ő azonban nem akar beavatkozni az ügybe, mert ismeri Hazel mentalitását.
Hazel összeszedi néhány haverját és megtámadják a magányos vadász kicsiny kunyhóját. Lövöldözés tör ki, amiben az egyik támadó meghal (az, aki lelövi a meggyógyított kutyát). Nem sokkal később kiderül, hogy Johnson 700 lőszert vásárolt és egy 100 dolláros bankjeggyel fizetett. Ebből a vadászok arra következtetnek, hogy ő lehet az a bizonyos pszichopata „őrült vadász”, aki sorban öli a társaikat és kiveszi szájukból az értékes aranyfogakat. Johnsont régi ismerőse, Bill Lusk figyelmezteti, hogy el akarják kapni, ezért a vadász megerősíti a kunyhóját.
Millen csillapítani próbálja a kedélyeket, és törvényes keretek között tartani az akciót. Nyomkeresője, a színes bőrű Sundog Brown és egy újonc, Alvin Adams társaságában kényszerűségből élére áll annak a csapatnak, amelynek tagjai meg akarják lincselni Johnsont. Johnson kunyhójánál fegyverét letéve közelíti meg a bejáratot és tárgyalásba kezd Johnsonnal. Felszólítja, hogy menjen vele az őrsre, hogy tisztázzák a történteket. A bizalmatlan Johnson visszautasítja az ajánlatot, bár tudja, ennek vérontás lesz az eredménye. Az egyik vadász tüzet nyit, lövöldözés kezdődik, amelyben néhány vadász meghal. Millen elhatározza, dinamitot fognak használni és felrobbantják a kunyhót. Johnson sértetlenül bukkan fel, vadul lövöldözni kezd, megölve pár ember, majd eltűnik.
Millen, Sundog és Adams, akikhez Hazel is csatlakozik a nyomkereső kutyáival, a nyomába erednek. Az eset ekkor már az újságok címoldalára került. Johnson fejére vérdíjat tűztek ki, emiatt sokan nyereségvágyból csatlakoznak az embervadászathoz. Megérkezik Hank Tucker kapitány is, a légierő pilótája, közölve Millennel és társaival, hogy Millen kudarcot vallott Johnson elfogásában, ezért küldték őt „a helyzet megoldására”. Mint elárulja, Johnson az Egyesült Államok hadseregében egy különleges felderítő egység tagja volt az első világháborúban.
Johnson a nyomkövetését megnehezítő technikákat alkalmazva egy ideig félrevezetik Millent és csapatát. Millen idővel kezdi tisztelni Johnson képességeit az életben maradásra és a rejtőzködésre. Ugyanakkor ellenérzést is kelt benne sok üldöző viselkedése. Bill Lusk két üldöző vadász tábortüzéhez érkezik és szesszel kínálja őket, majd váratlanul pisztolyt húz elő, és mindkettőt egy-egy lövéssel megöli. Ezután egy késsel eltávolítja az aranyfogaikat. A nézők számára így kiderül, ő az a bizonyos pszichopata „őrült vadász”.
Az üldözők kezdik utolérni Johnsont, aki egyre lassabban halad a fáradtság miatt. A duplaszárnyas repülővel üldöző pilóta felfedezi őt, amint egy fenyőfába kapaszkodva igyekszik lejutni egy kanyon mélyére. Gépfegyverrel tüzet nyit rá, ezzel azonban Sundogot öli meg. Ezen felháborodva Adams többször rálő a gépre, ami lezuhan és egy sziklafalba csapódik. Johnson lejut a kanyon aljára, egy folyópartra, ahol Hazel lőni kezd rá, Johnson tűzharcban végez vele. Lusk is utoléri Johnsont, de az korábban észrevette őt és csapdát állított neki.
Millen nemsokára észreveszi, hogy Johnson a nyílt terepen menekül és tüzet nyit rá. A látszólag halott Johnson elterül a hóban, arca felismerhetetlenül összeroncsolódott. Millen már előtte megjegyezte, hogy a mozgása más volt, mint Johnsoné. A holttest vizsgálata közben Millen és Adams is meglátják az igazi Johnsont egy hegygerincen, Lusk ruházatát viselve. Millen célba veszi, de végül leereszti a fegyvert, ezzel lehetővé teszi Johnsonnak, hogy megtalálja a szabadságot Alaszkában. Adamsszel egyetértenek abban, hogy Johnson mindenkit önvédelemből ölt meg.
Ahogy a népes üldöző csapat és a sajtófényképész odaér, Adams közli velük, Millen lelőtte Johnsont. Táskájában aranyfogakat találnak, ezzel az is „bebizonyosodik”, hogy ő volt az „őrült vadász”. Millen átadja fegyverét és jelvényét Adamsnek, és közli vele, mostantól ő a helyi rendőrfőnök.

## Szereplők
| Szerep                                              | Színész         | Magyar hang      | Magyar hang        |
| Szerep                                              | Színész         | 1. szinkron      | 2. szinkron        |
| --------------------------------------------------- | --------------- | ---------------- | ------------------ |
| Albert Johnson                                      | Charles Bronson | Vass Gábor       | Koncz Gábor        |
| Edgar Millen őrmester                               | Lee Marvin      | Simon György     | Papp János         |
| Vanessa McBride                                     | Angie Dickinson | Földi Teri       | Menszátor Magdolna |
| Alvin Adams közrendőr, Millen újdonsült beosztottja | Andrew Stevens  | Görög László     | Lippai László      |
| Sundog Brown (George Washington Lincoln Brown)      | Carl Weathers   | Reviczky Gábor   | Gesztesi Károly    |
| Hazel                                               | Ed Lauter       | Szersén Gyula    | Németh Gábor       |
| Hank Tucker pilóta                                  | Scott Hylands   | Uri István       | Tarján Péter       |
| Clarence                                            | Maury Chaykin   | Hankó Attila     | Bognár Tamás       |
| Hawkins közrendőr, Millen beosztottja               | Jon Cedar       | Balázsi Gyula    | Imre István        |
| Jimmy Tom                                           | Denis Lacroix   | (n. a.)          | (n. a.)            |
| Bill Lusk                                           | Henry Beckman   | Velenczey István | Szalai Imre        |
| Indián asszony                                      | Tantoo Cardinal | (n. a.)          | Némedi Mari        |

## Eltérések az eredeti történettől
A film története csak kevéssé hasonlít a valóságban megtörtént esethez.
A valóságban Millen rendőr meghalt, miután Albert Johnson lelőtte az üldözés során. Albert Johnson a tél közepén valóban áthaladt a Richardson Mountains hágóján, amit addig lehetetlennek tartottak. Johnsont a befagyott Eagle Riveren vették körbe és lőtték le 1932. február 17-én.
Az első világháborús veterán pilóta, Wop May nem lövöldözött ész nélkül, nem ütközött sziklafalnak és csak 1952-ben halt meg.
A filmben Johnsonról azt állítja Tucker kapitány, hogy első világháborús veterán és különlegesen kiképzett katona volt, erről dokumentumokat is bemutat Millen embereinek. A valóságban szinte semmit nem lehet tudni Albert Johnsonról, mielőtt megérkezett volna Fort McPhersonba 1931. július 9-én.

## Médiakiadás
A Death Hunt a nyolcvanas évek elején jelent meg VHS kazettán, ezt a CBS/Fox video adta ki.
A filmet DVD-n az Anchor Bay Entertainment jelentette meg 2005 januárjában. Az Anchor Bay azóta elvesztette a kiadási jogokat és a filmet ki kellett vonni a piacról.
A Shout! Factory megszerezte a kiadási jogokat DVD-re és kiadta együtt a Butch and Sundance: The Early Days kiadvánnyal 2011. február 1-jén.

## Fordítás
Ez a szócikk részben vagy egészben  a   Death Hunt című angol Wikipédia-szócikk fordításán alapul.  Az eredeti cikk szerkesztőit annak laptörténete sorolja fel. Ez a jelzés csupán a megfogalmazás eredetét és a szerzői jogokat jelzi, nem szolgál a cikkben szereplő információk forrásmegjelöléseként.